# Hélder Cossa
Hélder Cossa (ur. 26 września 1969) – mozambicki piłkarz grający na pozycji bramkarza.

## Kariera klubowa
W swojej karierze piłkarskiej Cossa grał w klubie CD Maxaquene.

## Kariera reprezentacyjna
W reprezentacji Mozambiku Cossa zadebiutował w 1998 roku. W tym samym roku został powołany do kadry na Puchar Narodów Afryki 1998. Rozegrał na nim jeden mecz, z Kenią (1:2).